# Bytoń
Bytoń è un comune rurale polacco del distretto di Radziejów, nel voivodato della Cuiavia-Pomerania.
Ricopre una superficie di 73,35 km² e nel 2004 contava 3 823 abitanti.